# Santo Antônio do Aventureiro
Santo Antônio do Aventureiro est une municipalité brésilienne de l'État du Minas Gerais et la microrégion de Cataguases.